# Italiaans kampioenschap wielrennen op de weg

De Italiaanse kampioenentrui

Het Italiaans kampioenschap wielrennen op de weg is in de vier onderdelen wegwedstrijd en individuele tijdrit bij zowel de mannen als de vrouwen een jaarlijkse georganiseerde wielerwedstrijd waarin om de nationale titel van Italië wordt gestreden. De kampioen mag een jaar lang rijden in een trui in de kleuren van de Vlag van Italië in de categorie waarin de trui is behaald.
Het kampioenschap op de weg voor mannen werd voor het eerst in 1885 gehouden en werd gewonnen door Giuseppe Loretz. Het Italiaans kampioenschap op de weg heeft in de volgende jaren niet plaatsgevonden: 1894, 1895, van 1897 tot 1905, van 1915 tot 1918 en in 1944.
De kampioenen van 2022 in de wegwedstrijd zijn Filippo Zana en Elisa Balsamo en in het tijdrijden Filippo Ganna en Elisa Longo Borghini.

## Mannen

### Wegwedstrijd

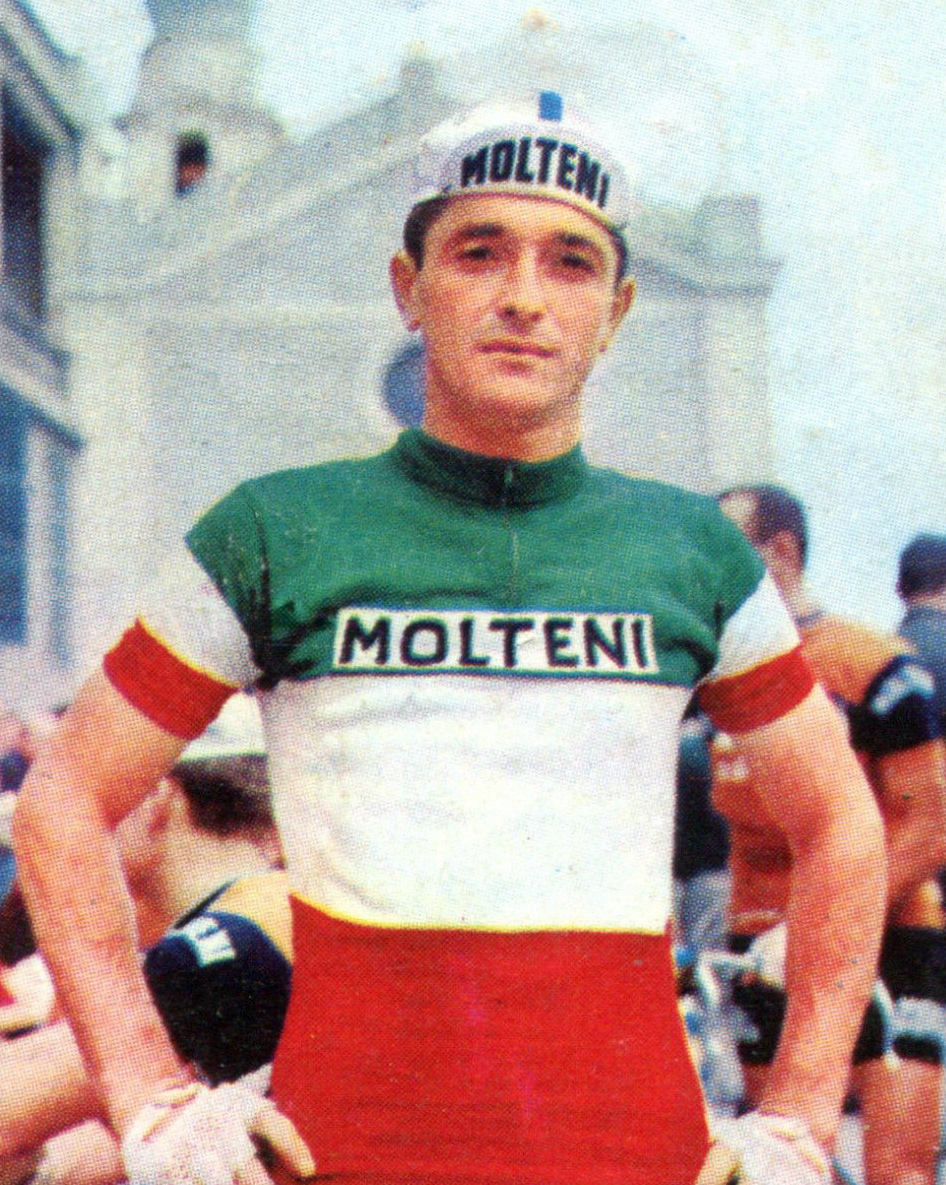
Michele Dancelli won in 1965 en '66.

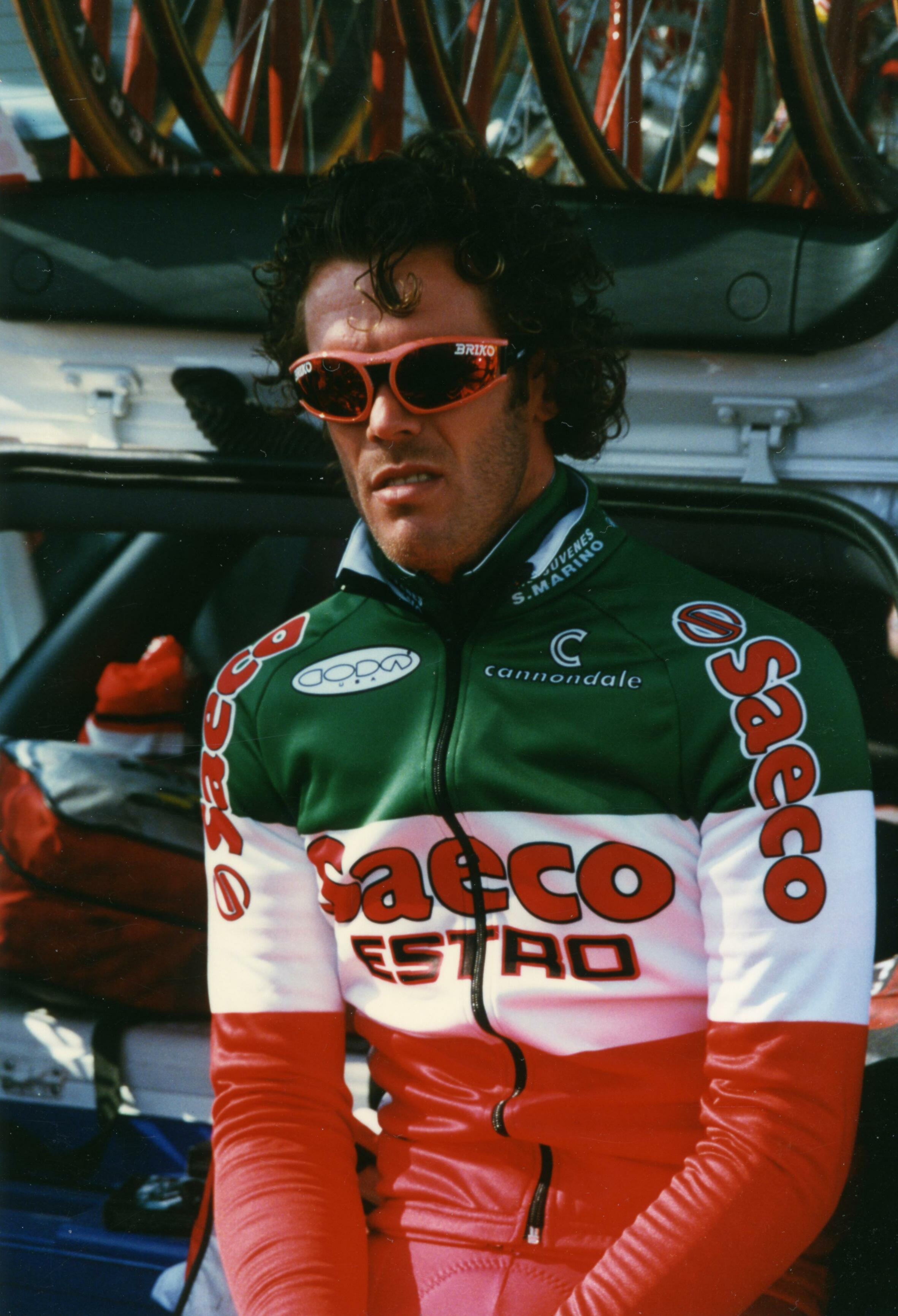
Mario Cipollini won in 1996.

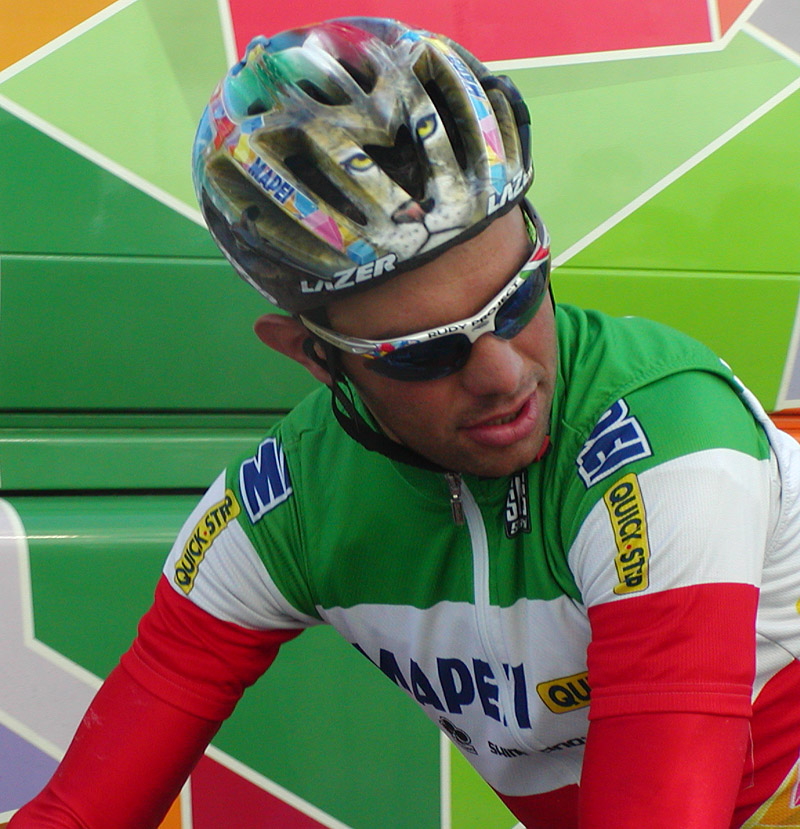
Daniele Nardello won in 2001.

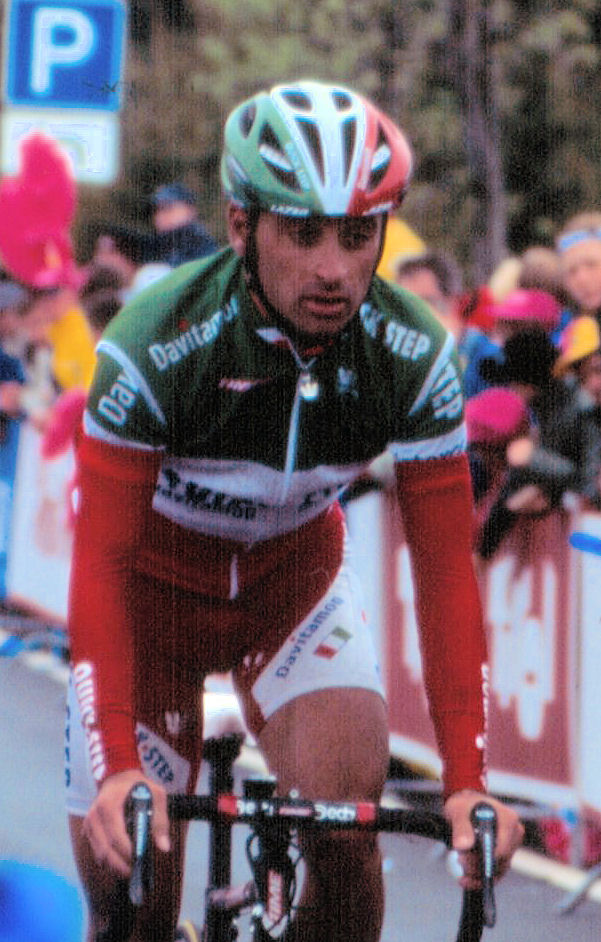
Paolo Bettini won in 2003 en 2006.

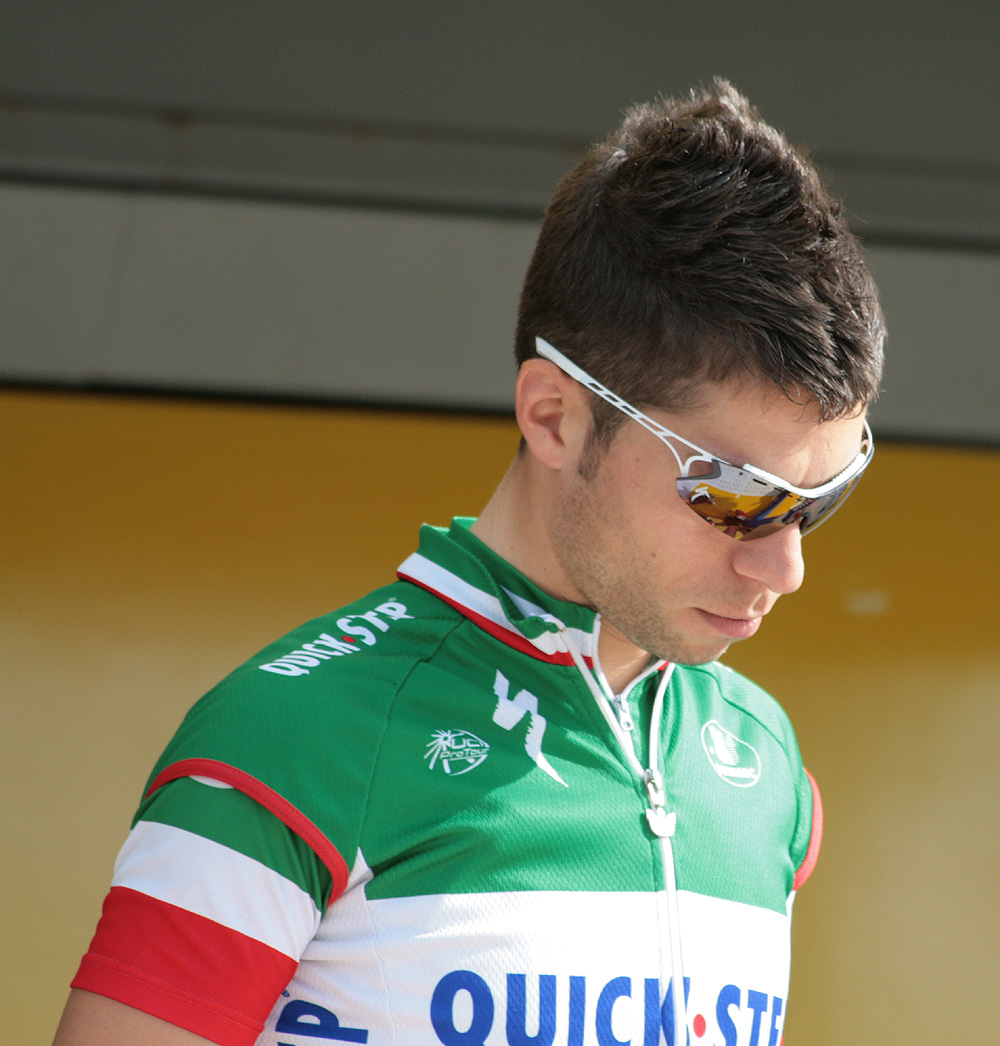
Giovanni Visconti werd Italiaans kampioen in 2007, 2010 en 2011.

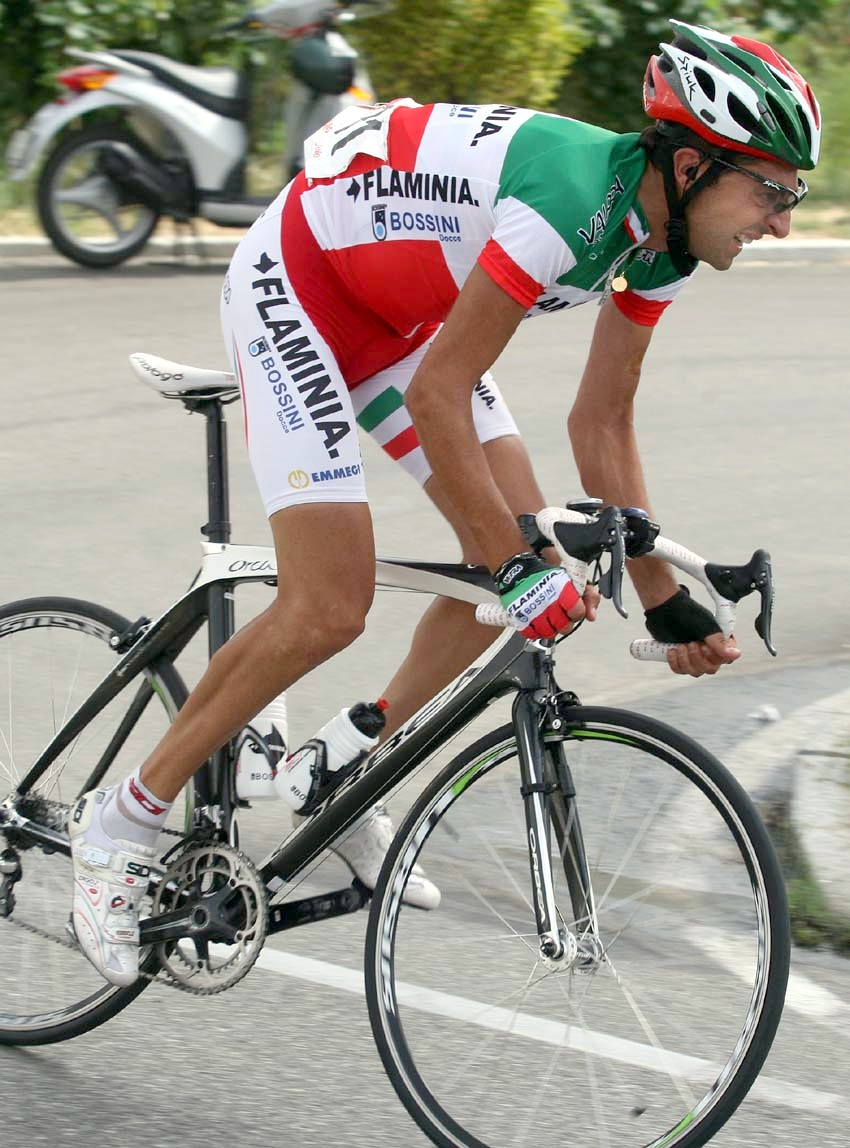
Filippo Simeoni won in 2008.

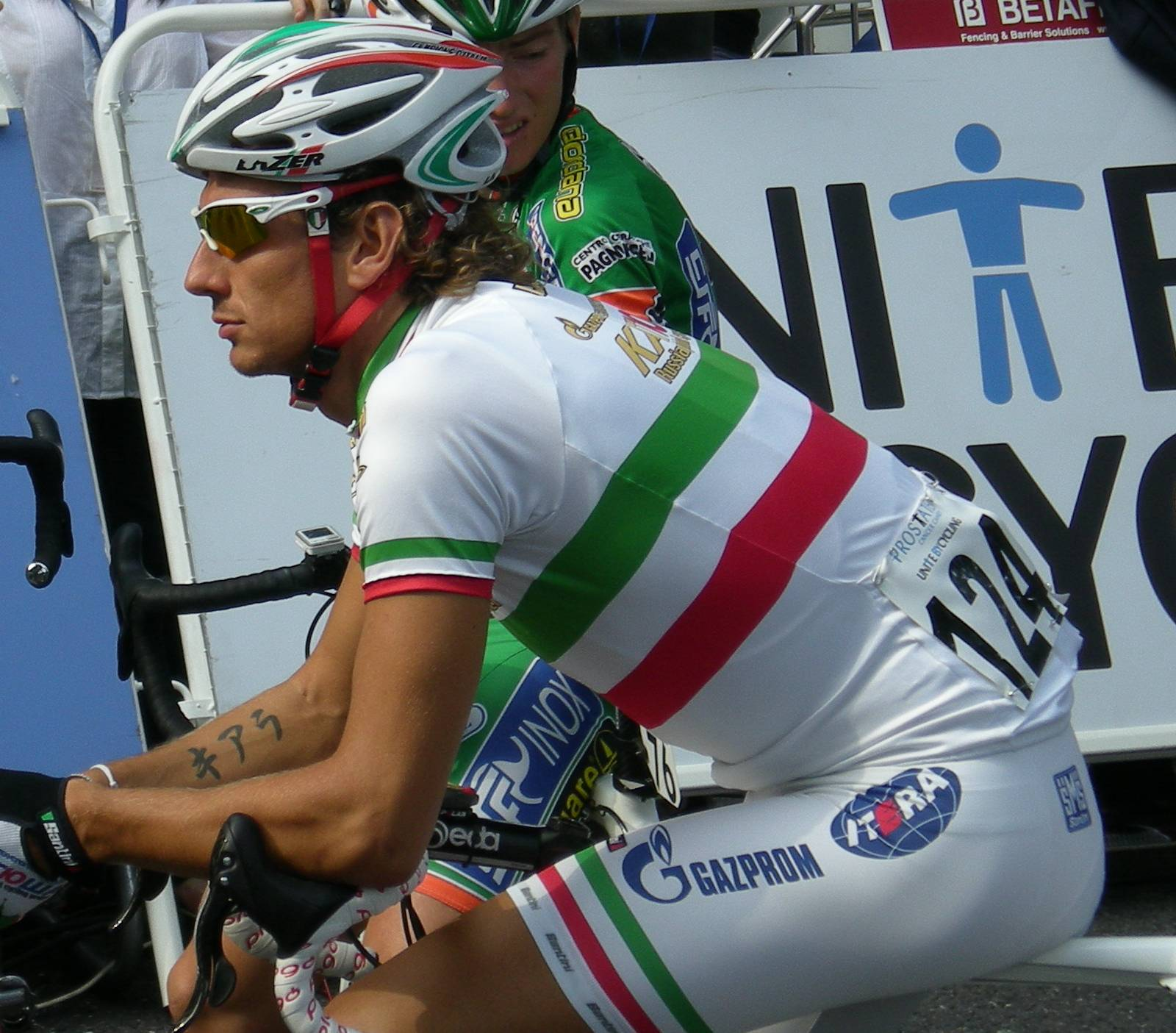
Filippo Pozzato won in 2009.

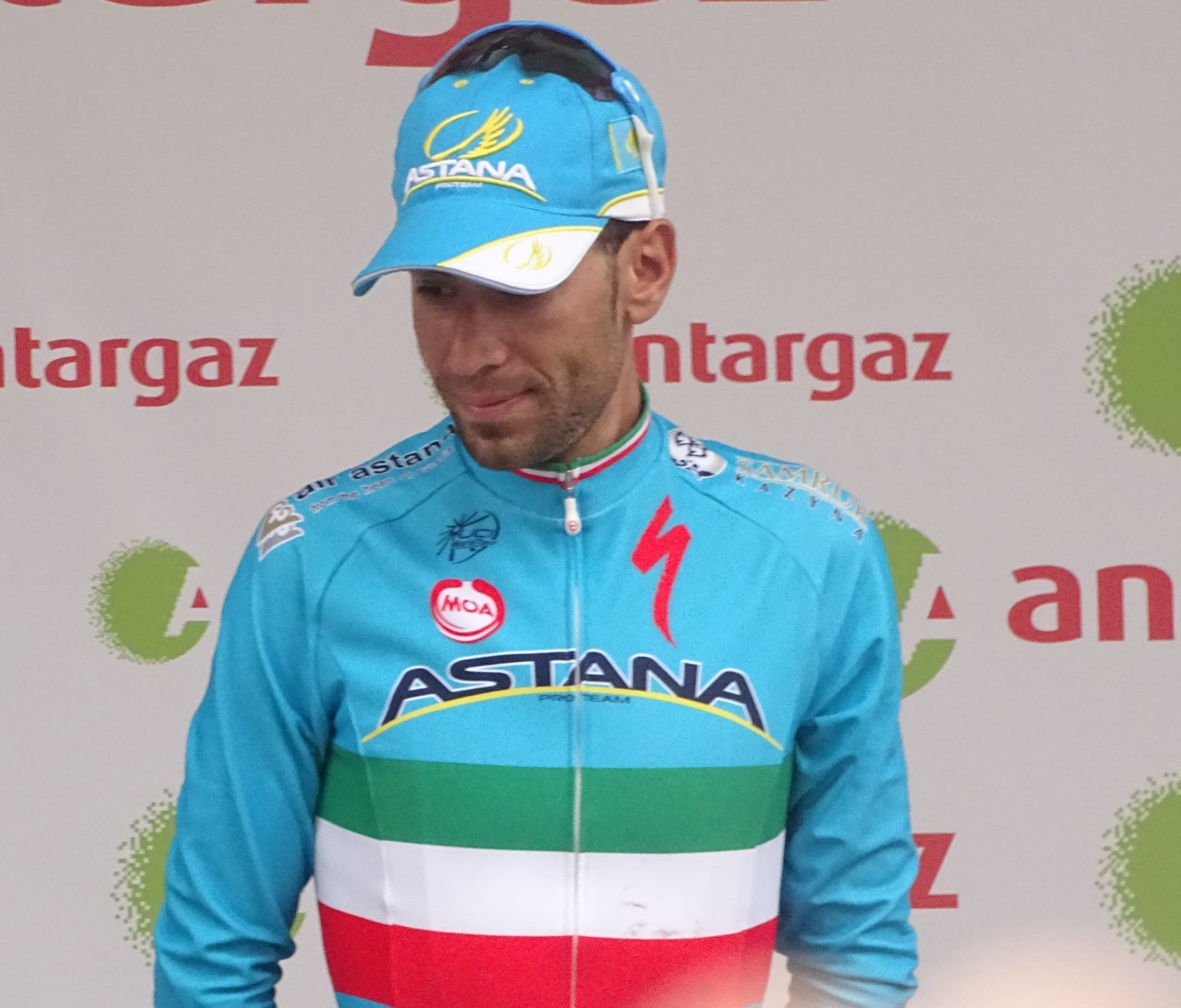
Vincenzo Nibali won in 2014 en 2015.

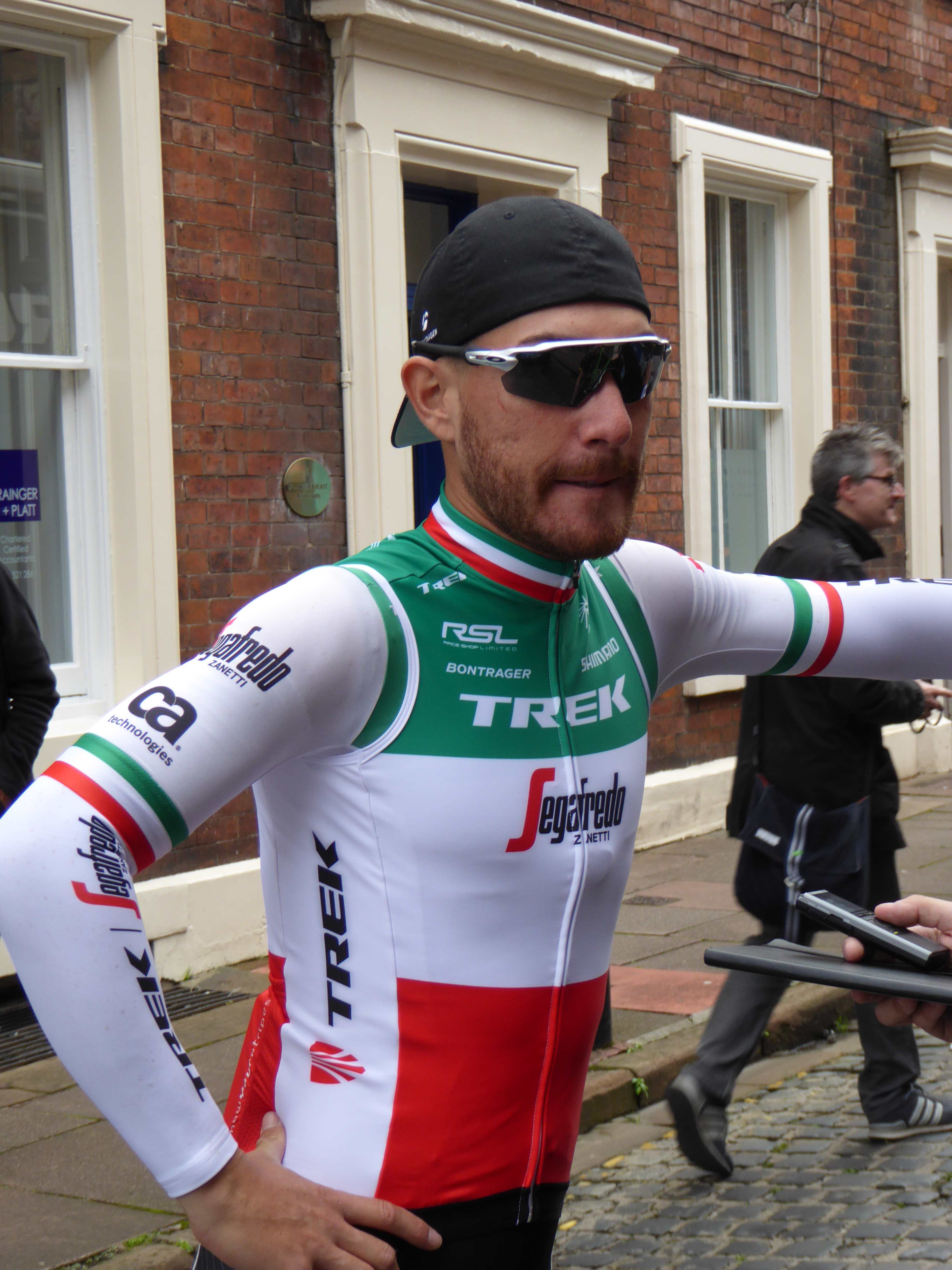
Giacomo Nizzolo won in 2016 en 2020.

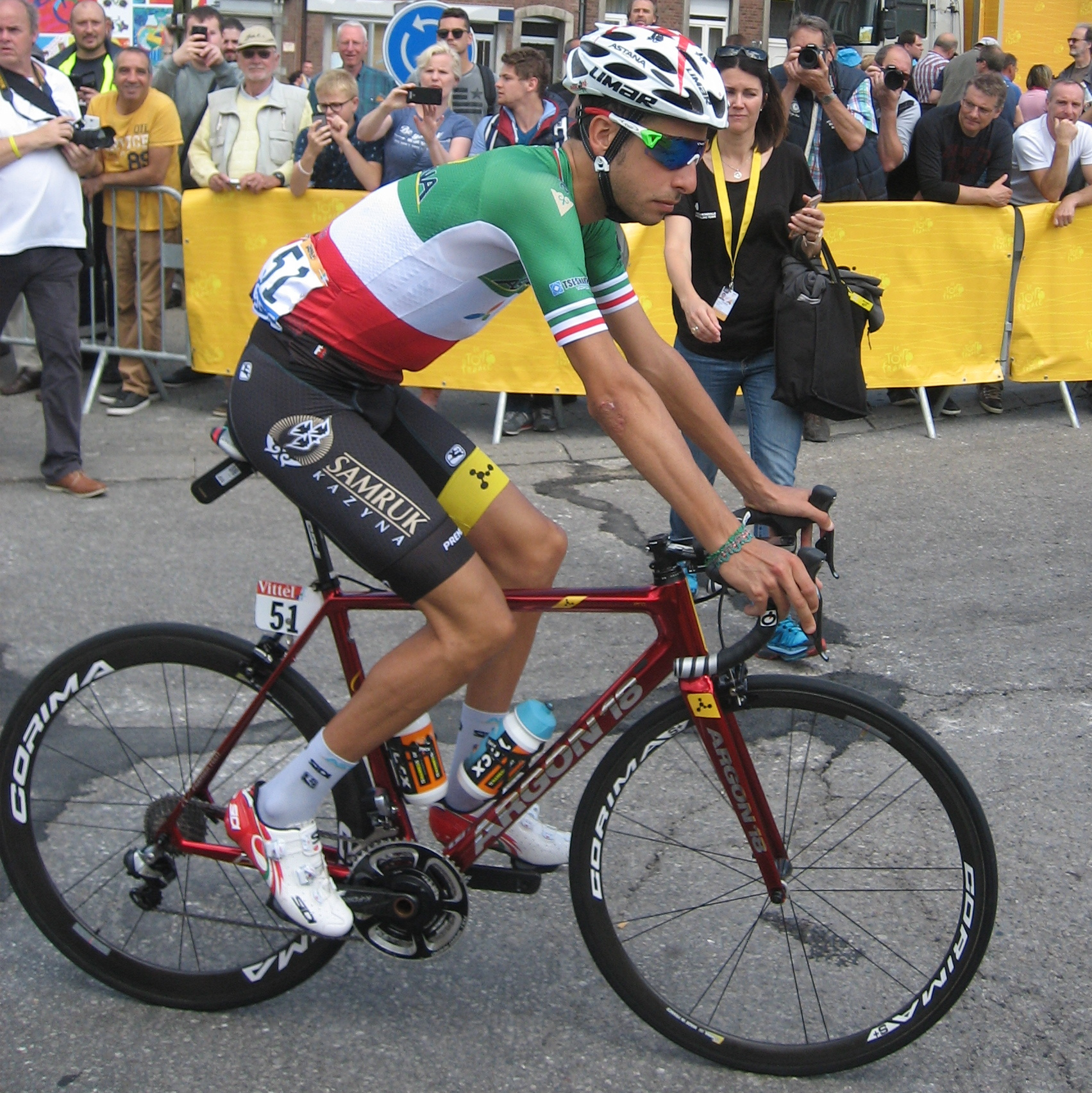
Fabio Aru won in 2017.

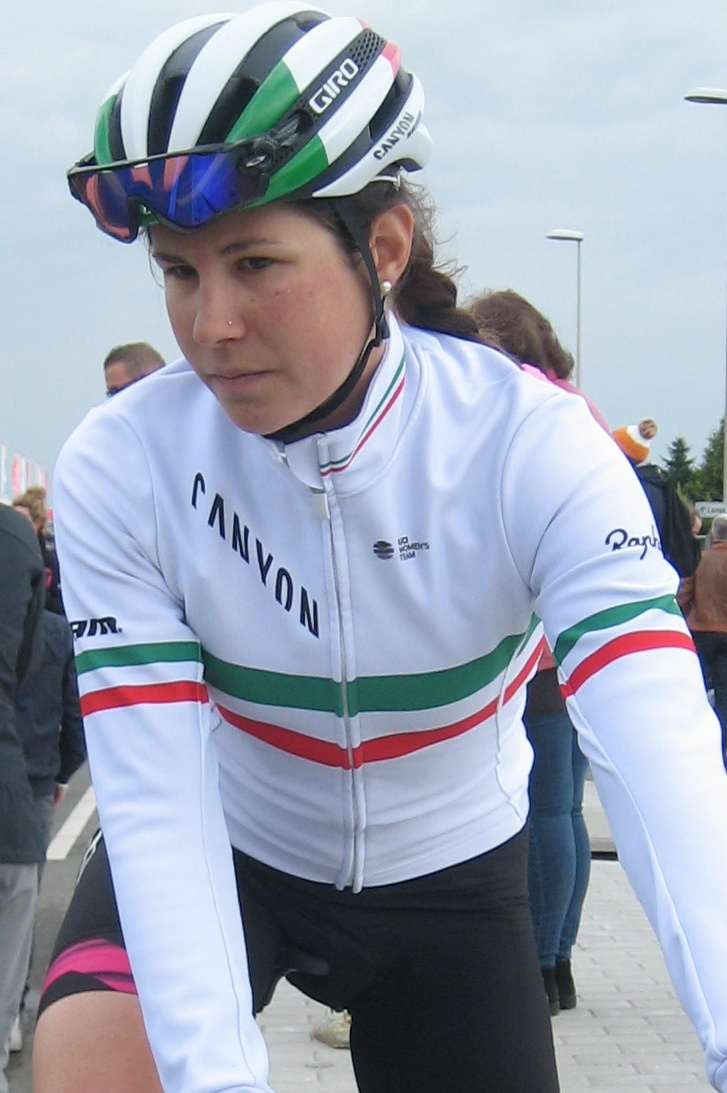
Elena Cecchini was Italiaans kampioene in 2014, 2015 en 2016.

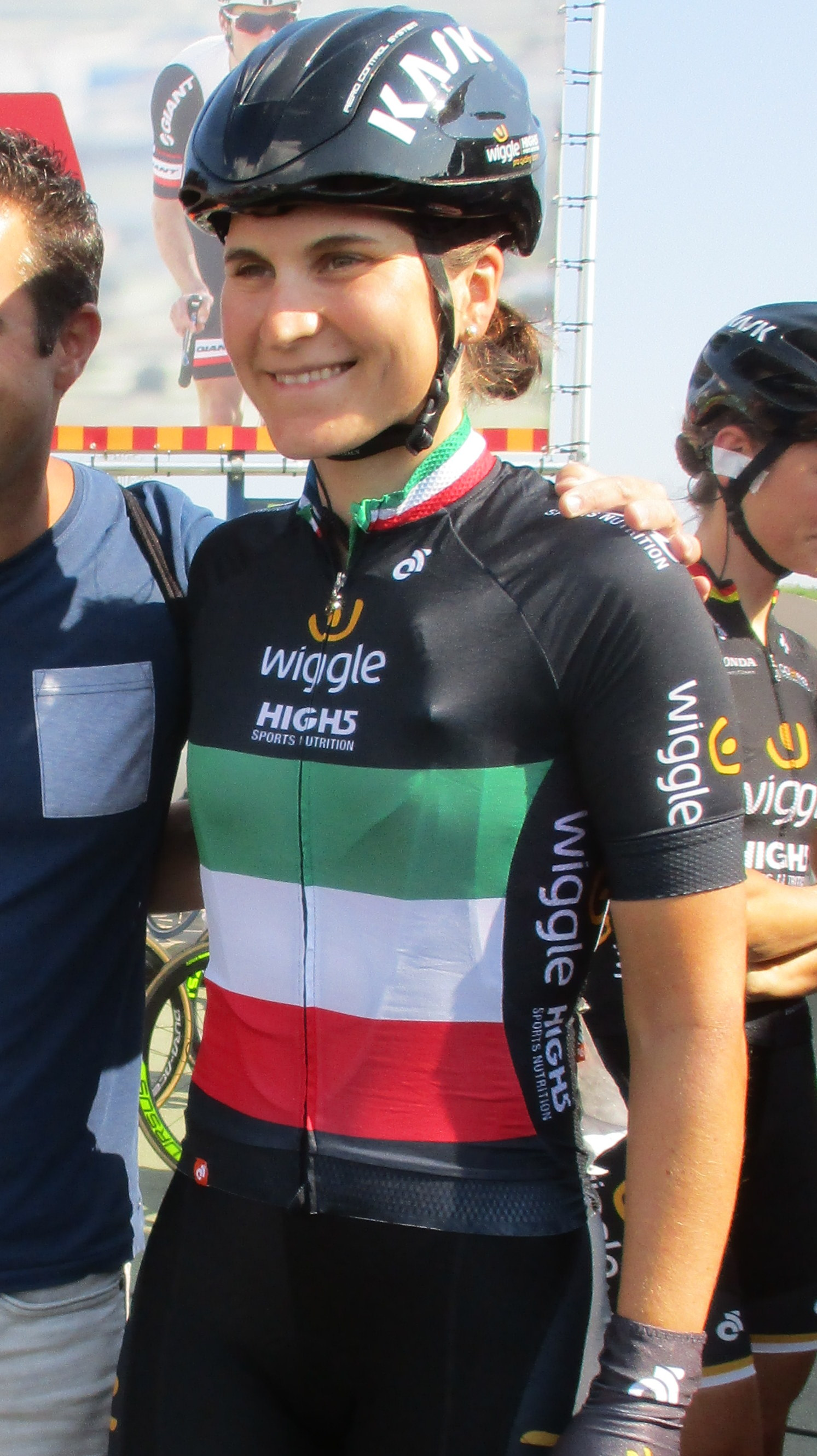
Elisa Longo Borghini won in 2017 en 2020.

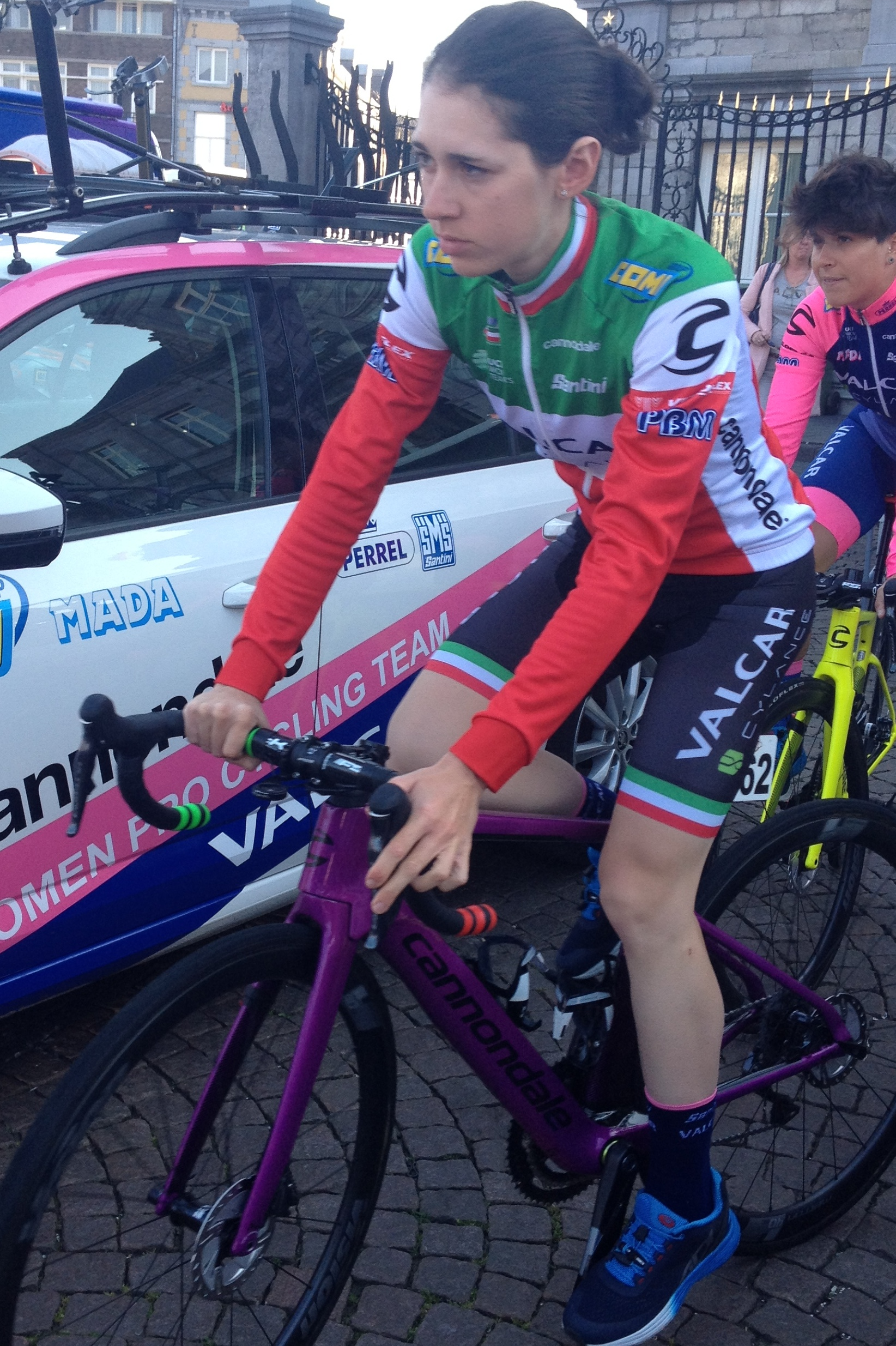
Marta Cavalli won in 2018.

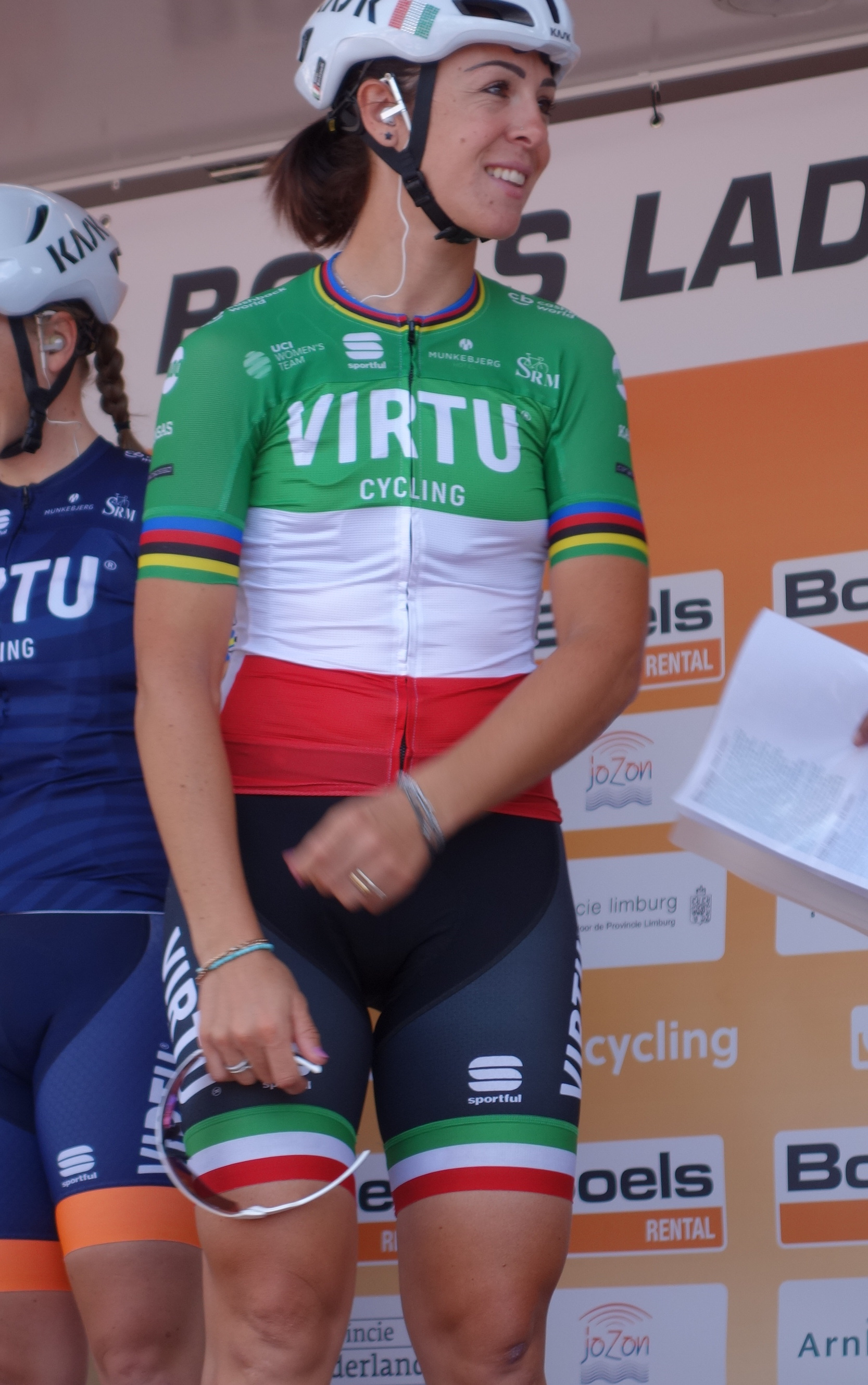
Marta Bastianelli won in 2019.

| Jaar | Goud                    | Zilver               | Brons                    |
| ---- | ----------------------- | -------------------- | ------------------------ |
| 1885 | Giuseppe Loretz         | Adolfo Mazza         | Larroque                 |
| 1886 | Geo Davidson            | Giuseppe Loretz      | Tos                      |
| 1887 | Gilberto Marley         | Adolfo Mazza         | Faruffini                |
| 1888 | Gilberto Marley         | Buttolo              | Storero                  |
| 1889 | Gilberto Marley         | Ambrogio Robecchi    | Capella                  |
| 1890 | Carlo Braida            | De Paoli             | Luigi Cantu              |
| 1891 | Ambrogio Robecchi       | Luigi Cantu          | Giuseppe Berti           |
| 1892 | Luigi Cantu             | Adolfo Ruscelli      | Enrico Tarlarini         |
| 1893 | Giuseppe Moreschi       | Arturo Nuvolari      | Carlo Dani               |
| 1896 | Giovanni Da Montelatico | Degrez               |                          |
| 1906 | Giovanni Cuniolo        | Battista Danesi      | Mario Fortuna            |
| 1907 | Giovanni Cuniolo        | Felice Galazzi       | Giovanni Rossignoli      |
| 1908 | Giovanni Cuniolo        | Carlo Galetti        | Pierino Albini           |
| 1909 | Dario Beni              | Carlo Bruschera      | Giovanni Cuniolo         |
| 1910 | Emilio Petiva           | Luigi Ganna          | Eberardo Pavesi          |
| 1911 | Dario Beni              | Ugo Agostoni         | Vincenzo Borgarello      |
| 1912 | Angelo Gremo            | Dario Beni           | Giuseppe Azzini          |
| 1913 | Costante Girardengo     | Lauro Bordin         | Emanuele Garda           |
| 1914 | Costante Girardengo     | Luigi Lucotti        | Giuseppe Azzini          |
| 1919 | Costante Girardengo     | Alfredo Sivocci      | Luigi Lucotti            |
| 1920 | Costante Girardengo     | Gaetano Belloni      | Giovanni Brunero         |
| 1921 | Costante Girardengo     | Giovanni Brunero     | Federico Gay             |
| 1922 | Costante Girardengo     | Bartolomeo Aimo      | Giovanni Brunero         |
| 1923 | Costante Girardengo     | Giovanni Brunero     | Federico Gay             |
| 1924 | Costante Girardengo     | Federico Gay         | Michele Gordini          |
| 1925 | Costante Girardengo     | Alfredo Binda        | Gaetano Belloni          |
| 1926 | Alfredo Binda           | Costante Girardengo  | Giovanni Brunero         |
| 1927 | Alfredo Binda           | Domenico Piemontesi  | Giuseppe Pancera         |
| 1928 | Alfredo Binda           | Antonio Negrini      | Costante Girardengo      |
| 1929 | Alfredo Binda           | Antonio Negrini      | Domenico Piemontesi      |
| 1930 | Learco Guerra           | Alfredo Binda        | Allegro Grandi           |
| 1931 | Learco Guerra           | Fabio Battesini      | Luigi Giacobbe           |
| 1932 | Learco Guerra           | Remo Bertoni         | Alfredo Binda            |
| 1933 | Learco Guerra           | Remo Bertoni         | Alfredo Bovet            |
| 1934 | Learco Guerra           | Mario Cipriani       | Aldo Canazza             |
| 1935 | Gino Bartali            | Aldo Bini            | Vasco Bergamaschi        |
| 1936 | Giuseppe Olmo           | Giovanni Cazzulani   | Olimpio Bizzi            |
| 1937 | Gino Bartali            | Cesare Del Cancia    | Olimpio Bizzi            |
| 1938 | Olimpio Bizzi           | Gino Bartali         | Glauco Servadei          |
| 1939 | Mario Vicini            | Pietro Rimoldi       | Diego Marabelli          |
| 1940 | Gino Bartali            | Pietro Rimoldi       | Osvaldo Bailo            |
| 1941 | Adolfo Leoni            | Aldo Bini            | Cino Cinelli             |
| 1942 | Fausto Coppi            | Mario Ricci          | Gino Bartali             |
| 1943 | Mario Ricci             | Fiorenzo Magni       | Glauco Servadei          |
| 1945 | Severino Canavesi       | Glauco Servadei      | Sergio Maggini           |
| 1946 | Aldo Ronconi            | Gino Bartali         | Vito Ortelli             |
| 1947 | Fausto Coppi            | Vito Ortelli         | Mario Ricci              |
| 1948 | Vito Ortelli            | Fausto Coppi         | Luciano Maggini          |
| 1949 | Fausto Coppi            | Luciano Maggini      | Adolfo Leoni             |
| 1950 | Antonio Bevilacqua      | Alfredo Martini      | Mario Ricci              |
| 1951 | Fiorenzo Magni          | Gino Bartali         | Antonio Bevilacqua       |
| 1952 | Gino Bartali            | Giuseppe Minardi     | Rinaldo Moresco          |
| 1953 | Fiorenzo Magni          | Nino Defilippis      | Loretto Petrucci         |
| 1954 | Fiorenzo Magni          | Fausto Coppi         | Giuseppe Minardi         |
| 1955 | Fausto Coppi            | Giuseppe Minardi     | Fiorenzo Magni           |
| 1956 | Giorgio Albani          | Cleto Maule          | Pierino Baffi            |
| 1957 | Ercole Baldini          | Alfredo Sabbadin     | Giorgio Albani           |
| 1958 | Ercole Baldini          | Nino Defilippis      | Aldo Moser               |
| 1959 | Diego Ronchini          | Adriano Zamboni      | Angelo Conterno          |
| 1960 | Nino Defilippis         | Rino Benedetti       | Angelo Conterno          |
| 1961 | Arturo Sabbadin         | Arnaldo Pambianco    | Giuliano Bernardelle     |
| 1962 | Nino Defilippis         | Guido Carlesi        | Franco Cribiori          |
| 1963 | Bruno Mealli            | Vendramino Bariviera | Walter Martin            |
| 1964 | Guido De Rosso          | Franco Cribiori      | Italo Zilioli            |
| 1965 | Michele Dancelli        | Vittorio Adorni      | Franco Cribiori          |
| 1966 | Michele Dancelli        | Italo Zilioli        | Vito Taccone             |
| 1967 | Franco Balmamion        | Michele Dancelli     | Vittorio Adorni          |
| 1968 | Felice Gimondi          | Vito Taccone         | Michele Dancelli         |
| 1969 | Vittorio Adorni         | Vito Taccone         | Italo Zilioli            |
| 1970 | Franco Bitossi          | Felice Gimondi       | Marino Basso             |
| 1971 | Franco Bitossi          | Felice Gimondi       | Enrico Paolini           |
| 1972 | Felice Gimondi          | Franco Bitossi       | Michele Dancelli         |
| 1973 | Enrico Paolini          | Marcello Bergamo     | Italo Zilioli            |
| 1974 | Enrico Paolini          | Felice Gimondi       | Marino Basso             |
| 1975 | Francesco Moser         | Valerio Lualdi       | Constantino Conti        |
| 1976 | Franco Bitossi          | Francesco Moser      | Wladimiro Panizza        |
| 1977 | Enrico Paolini          | Marcello Bergamo     | Francesco Moser          |
| 1978 | Pierino Gavazzi         | Francesco Moser      | Giuseppe Saronni         |
| 1979 | Francesco Moser         | Giovanni Battaglin   | Claudio Bortolotto       |
| 1980 | Giuseppe Saronni        | Giovanni Battaglin   | Gianbattista Baronchelli |
| 1981 | Francesco Moser         | Wladimiro Panizza    | Alfredo Chinetti         |
| 1982 | Pierino Gavazzi         | Claudio Torelli      | Gianbattista Baronchelli |
| 1983 | Moreno Argentin         | Giovanni Battaglin   | Alessandro Paganessi     |
| 1984 | Vittorio Algeri         | Silvano Contini      | Daniele Caroli           |
| 1985 | Claudio Corti           | Stefano Colagè       | Stefano Giuliani         |
| 1986 | Claudio Corti           | Roberto Visentini    | Massimo Ghirotto         |
| 1987 | Bruno Leali             | Alberto Elli         | Emanuele Bombini         |
| 1988 | Pierino Gavazzi         | Giuseppe Saronni     | Maurizio Fondriest       |
| 1989 | Moreno Argentin         | Gianni Bugno         | Giorgio Furlan           |
| 1990 | Giorgio Furlan          | Roberto Pelliconi    | Flavio Giupponi          |
| 1991 | Gianni Bugno            | Franco Chioccioli    | Claudio Chiappucci       |
| 1992 | Marco Giovannetti       | Gianni Faresin       | Maurizio Fondriest       |
| 1993 | Massimo Podenzana       | Gianni Bugno         | Davide Cassani           |
| 1994 | Massimo Podenzana       | Francesco Casagrande | Gianni Faresin           |
| 1995 | Gianni Bugno            | Paolo Lanfranchi     | Andrea Tafi              |
| 1996 | Mario Cipollini         | Mario Traversoni     | Endrio Leoni             |
| 1997 | Gianni Faresin          | Francesco Casagrande | Valentino Fois           |
| 1998 | Andrea Tafi             | Daniele Nardello     | Alberto Elli             |
| 1999 | Salvatore Commesso      | Roberto Petito       | Alberto Elli             |
| 2000 | Michele Bartoli         | Gilberto Simoni      | Daniele Nardello         |
| 2001 | Daniele Nardello        | Michele Bartoli      | Daniele De Paoli         |
| 2002 | Salvatore Commesso      | Dario Frigo          | Francesco Casagrande     |
| 2003 | Paolo Bettini           | Filippo Pozzato      | Salvatore Commesso       |
| 2004 | Cristian Moreni         | Sergio Marinangeli   | Mauro Gerosa             |
| 2005 | Enrico Gasparotto       | Filippo Pozzato      | Massimo Giunti           |
| 2006 | Paolo Bettini           | Mirko Celestino      | Danilo Di Luca           |
| 2007 | Giovanni Visconti       | Paolo Bossoni        | Davide Rebellin          |
| 2008 | Filippo Simeoni         | Giovanni Visconti    | Filippo Pozzato          |
| 2009 | Filippo Pozzato         | Damiano Cunego       | Luca Paolini             |
| 2010 | Giovanni Visconti       | Ivan Santaromita     | Alessandro Ballan        |
| 2011 | Giovanni Visconti       | Mauro Santambrogio   | Simone Ponzi             |
| 2012 | Franco Pellizotti       | Danilo Di Luca       | Moreno Moser             |
| 2013 | Ivan Santaromita        | Michele Scarponi     | Davide Rebellin          |
| 2014 | Vincenzo Nibali         | Davide Formolo       | Matteo Rabottini         |
| 2015 | Vincenzo Nibali         | Francesco Reda       | Diego Ulissi             |
| 2016 | Giacomo Nizzolo         | Gianluca Brambilla   | Filippo Pozzato          |
| 2017 | Fabio Aru               | Diego Ulissi         | Rinaldo Nocentini        |
| 2018 | Elia Viviani            | Giovanni Visconti    | Domenico Pozzovivo       |
| 2019 | Davide Formolo          | Sonny Colbrelli      | Alberto Bettiol          |
| 2020 | Giacomo Nizzolo         | Davide Ballerini     | Sonny Colbrelli          |
| 2021 | Sonny Colbrelli         | Fausto Masnada       | Samuele Zoccarato        |
| 2022 | Filippo Zana            | Lorenzo Rota         | Samuele Battistella      |
| 2023 | Simone Velasco          | Lorenzo Rota         | Kristian Sbaragli        |
| 2024 | Alberto Bettiol         | Lorenzo Rota         | Edoardo Zambanini        |
| 2025 | Filippo Conca           | Alessandro Covi      | Thomas Pesenti           |

### Tijdrit
| Jaar | Goud               | Zilver               | Brons                |
| ---- | ------------------ | -------------------- | -------------------- |
| 1995 | Massimiliano Lelli | Andrea Chiurato      | Luca Scinto          |
| 1996 | Marco Fincato      |                      |                      |
| 1997 | Dario Andriotto    | Carlo Finco          | Cristian Salvato     |
| 1998 | Marco Velo         | Luca Sironi          | Mirko Gualdi         |
| 1999 | Marco Velo         | Riccardo Forconi     | Daniele Nardello     |
| 2000 | Marco Velo         | Daniele Contrini     | Diego Ferrari        |
| 2001 | Andrea Peron       | Daniele Contrini     | Juri Alvisi          |
| 2002 | Dario Frigo        | Filippo Pozzato      | Juri Alvisi          |
| 2003 | Gianpaolo Mondini  | Manuel Quinziato     | Andrea Rossi         |
| 2004 | Dario Cioni        | Andrea Peron         | Marco Pinotti        |
| 2005 | Marco Pinotti      | Marzio Bruseghin     | Dario Cioni          |
| 2006 | Marzio Bruseghin   | Marco Pinotti        | Manuel Quinziato     |
| 2007 | Marco Pinotti      | Vincenzo Nibali      | Manuel Quinziato     |
| 2008 | Marco Pinotti      | Luca Celli           | Maurizio Biondo      |
| 2009 | Marco Pinotti      | Gabriele Bosisio     | Maurizio Biondo      |
| 2010 | Marco Pinotti      | Dario Cataldo        | Manuel Quinziato     |
| 2011 | Adriano Malori     | Manuele Boaro        | Alan Marangoni       |
| 2012 | Dario Cataldo      | Adriano Malori       | Marco Pinotti        |
| 2013 | Marco Pinotti      | Stefano Pirazzi      | Adriano Malori       |
| 2014 | Adriano Malori     | Dario Cataldo        | Alan Marangoni       |
| 2015 | Adriano Malori     | Moreno Moser         | Daniele Bennati      |
| 2016 | Manuel Quinziato   | Manuele Boaro        | Moreno Moser         |
| 2017 | Gianni Moscon      | Fabio Felline        | Manuel Quinziato     |
| 2018 | Gianni Moscon      | Filippo Ganna        | Fabio Felline        |
| 2019 | Filippo Ganna      | Alberto Bettiol      | Alessandro De Marchi |
| 2020 | Filippo Ganna      | Alessandro De Marchi | Edoardo Affini       |
| 2021 | Matteo Sobrero     | Edoardo Affini       | Mattia Cattaneo      |
| 2022 | Filippo Ganna      | Mattia Cattaneo      | Edoardo Affini       |
| 2023 | Filippo Ganna      | Mattia Cattaneo      | Matteo Sobrero       |
| 2024 | Filippo Ganna      | Edoardo Affini       | Filippo Baroncini    |
| 2025 | Filippo Ganna      | Filippo Baroncini    | Mattia Cattaneo      |

## Vrouwen

### Wegwedstrijd
| Jaar | Goud                   | Zilver                 | Brons                     |
| ---- | ---------------------- | ---------------------- | ------------------------- |
| 1963 | Paola Scotti           | Florinda Parenti       | Anna Santini              |
| 1964 | Maria Cressari         | Paola Scotti           | Elisabetta Maffeis        |
| 1965 | Florinda Parenti       | Elisabetta Maffeis     | Anna Santini              |
| 1966 | Elisabetta Maffeis     | Florinda Parenti       | Giuditta Longari          |
| 1967 | Rosa D'Angelo          | Morena Tartagni        | Ivana Panzi               |
| 1968 | Maria Cressari         | Carla Bosio            | Ivana Panzi               |
| 1969 | Morena Tartagni        | Maria Cressari         | Carla Bosio               |
| 1970 | Giuditta Longari       | Morena Tartagni        | Angela Marchesin          |
| 1971 | Ivana Panzi            | Morena Tartagni        | Elisabetta Maffeis        |
| 1972 | Maria Cressari         | Elisabetta Maffeis     | Morena Tartagni           |
| 1973 | Maria Cressari         | Morena Tartagni        | Gianna Brovedano          |
| 1974 | Carmen Menegaldo       | Giuseppa Micheloni     | Emanuela Menuzzo          |
| 1975 | Luigina Bissoli        | Maria Cressari         | Morena Tartagni           |
| 1976 | Bruna Cancelli         | Patrizia Cassani       | Rita Coden                |
| 1977 | Luigina Bissoli        | Bruna Cancelli         | Adalberta Marcucetti      |
| 1978 | Rossella Galbiati      | Francesca Galli        | Anna Morlacchi            |
| 1979 | Francesca Galli        | Giuseppa Micheloni     | Cristina Minuzzo          |
| 1980 | Michela Tommasi        | Rossella Galbiati      | Lorena Moscon             |
| 1981 | Rosanna Piantoni       | Rossella Galbiati      | Adalberta Marcuccetti     |
| 1982 | Maria Canins           | Francesca Galli        | Adalberta Marcuccetti     |
| 1983 | Patrizia Spadaccini    | Adalberta Marcuccetti  | Luisa Seghezzi            |
| 1984 | Maria Canins           | Roberta Bonanomi       | Adalberta Marcuccetti     |
| 1985 | Maria Canins           | Mara Mosol             | Emanuela Menuzzo          |
| 1986 | Bruna Seghezzi         | Imelda Chiappa         | Maria Canins              |
| 1987 | Maria Canins           | Monica Bandini         | Imelda Chiappa            |
| 1988 | Maria Canins           | Imelda Chiappa         | Monica Bandini            |
| 1989 | Maria Canins           | Elisabetta Fanton      | Gabriella Pregnolato      |
| 1990 | Elisabetta Fanton      | Valeria Cappellotto    | Imelda Chiappa            |
| 1991 | Lucia Pizzolotto       | Valeria Cappellotto    | Nadia Stramigioli         |
| 1992 | Michela Fanini         | Nadia Molteni          | Valeria Cappellotto       |
| 1993 | Imelda Chiappa         | Michela Fanini         | Sara Felloni              |
| 1994 | Simona Muzzioli        | Alessandra Cappellotto | Lucia Pizzolotto          |
| 1995 | Roberta Ferrero        | Alessandra Cappellotto | Nadia Molteni             |
| 1996 | Fabiana Luperini       | Imelda Chiappa         | Alessandra Cappellotto    |
| 1997 | Imelda Chiappa         | Alessandra Cappellotto | Valeria Cappellotto       |
| 1998 | Lucia Pizzolotto       | -                      | -                         |
| 1999 | Valeria Cappellotto    | Sonia Rocca            | Lucia Pizzolotto          |
| 2000 | Gabriella Pregnolato   | Greta Zocca            | Sara Felloni              |
| 2001 | Greta Zocca            | Katia Longhin          | Lisa Gatto                |
| 2002 | Rosalisa Lapomarda     | Katia Longhin          | Luisa Tamanini            |
| 2003 | Alessandra Cappellotto | Alessandra D'Ettore    | Katia Longhin             |
| 2004 | Fabiana Luperini       | Tania Belvederesi      | Alessandra Cappellotto    |
| 2005 | Silvia Parietti        | Alessandra Grassi      | Luisa Tamanini            |
| 2006 | Fabiana Luperini       | Gessica Turato         | Silvia Parietti           |
| 2007 | Eva Lechner            | Luisa Tamanini         | Giorgia Bronzini          |
| 2008 | Fabiana Luperini       | Tatiana Guderzo        | Giorgia Bronzini          |
| 2009 | Monia Baccaille        | Laura Bozzolo          | Giorgia Bronzini          |
| 2010 | Monia Baccaille        | Alessandra D'Ettore    | Lorena Foresi             |
| 2011 | Noemi Cantele          | Tatiana Guderzo        | Silvia Valsecchi          |
| 2012 | Giada Borgato          | Silvia Valsecchi       | Marta Bastianelli         |
| 2013 | Dalia Muccioli         | Giorgia Bronzini       | Rossella Ratto            |
| 2014 | Elena Cecchini         | Valentina Scandolara   | Maria Giulia Confalonieri |
| 2015 | Elena Cecchini         | Elisa Longo Borghini   | Dalia Muccioli            |
| 2016 | Elena Cecchini         | Elisa Longo Borghini   | Anna Zita Maria Stricker  |
| 2017 | Elisa Longo Borghini   | Giorgia Bronzini       | Soraya Paladin            |
| 2018 | Marta Cavalli          | Sofia Bertizzolo       | Giorgia Bronzini          |
| 2019 | Marta Bastianelli      | Elisa Balsamo          | Ilaria Sanguineti         |
| 2020 | Elisa Longo Borghini   | Katia Ragusa           | Marta Cavalli             |
| 2021 | Elisa Longo Borghini   | Tatiana Guderzo        | Ilaria Sanguineti         |
| 2022 | Elisa Balsamo          | Rachele Barbieri       | Barbara Guarischi         |
| 2023 | Elisa Longo Borghini   | Silvia Persico         | Marta Cavalli             |
| 2024 | Elisa Longo Borghini   | Chiara Consonni        | Eleonora Gasparrini       |
| 2025 | Elisa Longo Borghini   | Monica Trinca Colonel  | Eleonora Ciabocco         |

### Tijdrit
| Jaar | Goud                   | Zilver               | Brons                |
| ---- | ---------------------- | -------------------- | -------------------- |
| 1987 | Maria Canins           | -                    | -                    |
| 1988 | Maria Canins           | -                    | -                    |
| 1989 | Maria Canins           | -                    | -                    |
| 1990 | Maria Canins           | -                    | -                    |
| 1991 | Roberta Bonanomi       | Maria Paola Turcutto | Imelda Chiappa       |
| 1992 | Maria Paola Turcutto   | Simona Muzzioli      | Roberta Bonanomi     |
| 1993 | -                      | -                    | -                    |
| 1994 | Imelda Chiappa         | Antonella Bellutti   | Maria Canins         |
| 1995 | Imelda Chiappa         | Roberta Bonanomi     | Maria Canins         |
| 1996 | Gabriella Pregnolato   | Imelda Chiappa       | Antonella Bellutti   |
| 1997 | Gabriella Pregnolato   | Imelda Chiappa       | Roberta Bonanomi     |
| 1998 | Imelda Chiappa         | Gabriella Pregnolato | Lucia Pizzolotto     |
| 1999 | Gabriella Pregnolato   | Giovanna Troldi      | Linda Visentini      |
| 2000 | Gabriella Pregnolato   | Luisa Tamanini       | Lucia Pizzolotto     |
| 2001 | Alessandra Cappellotto | Vera Carrara         | Luisa Tamanini       |
| 2002 | Giovanna Troldi        | Fabiana Luperini     | Luisa Tamanini       |
| 2003 | Giovanna Troldi        | Luisa Tamanini       | Tania Belvederesi    |
| 2004 | Giovanna Troldi        | Tatiana Guderzo      | Anna Zugno           |
| 2005 | Tatiana Guderzo        | Anna Zugno           | Silvia Valsecchi     |
| 2006 | Silvia Valsecchi       | Giovanna Troldi      | Tatiana Guderzo      |
| 2007 | Vera Carrara           | Anna Zugno           | Silvia Valsecchi     |
| 2008 | Tatiana Guderzo        | Anna Zugno           | Silvia Valsecchi     |
| 2009 | Noemi Cantele          | Tatiana Guderzo      | Silvia Valsecchi     |
| 2010 | Tatiana Guderzo        | Silvia Valsecchi     | Noemi Cantele        |
| 2011 | Noemi Cantele          | Silvia Valsecchi     | Tatiana Guderzo      |
| 2012 | Tatiana Guderzo        | Elisa Longo Borghini | Noemi Cantele        |
| 2013 | Arianna Fidanza        | Francesca Pattaro    | Ilaria Bonomi        |
| 2014 | Elisa Longo Borghini   | Elena Berlato        | Vittoria Bussi       |
| 2015 | Silvia Valsecchi       | Tatiana Guderzo      | Elena Berlato        |
| 2016 | Elisa Longo Borghini   | Tatiana Guderzo      | Silvia Valsecchi     |
| 2017 | Elisa Longo Borghini   | Elena Cecchini       | Silvia Valsecchi     |
| 2018 | Elena Cecchini         | Vittoria Bussi       | Rossella Ratto       |
| 2019 | Elena Cecchini         | Vittoria Bussi       | Elisa Longo Borghini |
| 2020 | Elisa Longo Borghini   | Vittoria Bussi       | Vittoria Guazzini    |
| 2021 | Elisa Longo Borghini   | Soraya Paladin       | Tatiana Guderzo      |
| 2022 | Elisa Longo Borghini   | Vittoria Guazzini    | Marta Cavalli        |
| 2023 | Elisa Longo Borghini   | Marta Cavalli        | Alessia Vigilia      |
| 2024 | Vittoria Guazzini      | Elisa Longo Borghini | Elena Pirrone        |
| 2025 | Vittoria Guazzini      | Elisa Longo Borghini | Federica Venturelli  |